# Jean Chazy
Jean Chazy   (Villefranche-sur-Saône i Vilafranca de Mar, 15 d'agost de 1882 - París, 9 de març de 1955) va ser un matemàtic i astrònom francès.

## Vida i Obra
Chazy va fer els seus estudis primaris i secundaris a Mâcon i Dijon, respectivament, abans d'ingressar a l'École Normale Supérieure el 1902 i en la qual es va graduar el 1905. El 1910 va obtenir el doctorat.
A continuació va ser professor agregat a les universitats de Grenoble i Lilla, excepte el temps que va servir a l'exèrcit durant la Primera Guerra Mundial, període durant el qual va descobrir amb extremada precisió la posició del canó alemany anomenat Gran Bertha, fet que li va valer una condecoració militar.
El 1925 va passar a ser professor de la universitat de París ocupant successivament les càtedres de mecànica analítica i de mecànica celeste. Es va jubilar el 1953.
Chazy és recordat, sobre tot, per les seves recerques sobre equacions diferencials ordinàries.